# 平沢隆好
平沢 隆好（ひらさわ たかよし、1953年7月30日 - ）は、愛知県一宮市出身の元プロ野球選手（投手）。

## 来歴・人物
津島高卒業後の1974年に日本通運名古屋へ入社し、1975年の都市対抗では補強選手となるも登板はなかった。
同年のドラフト5位で南海ホークスに入団。スライダー、シュートが武器であったが、最初の2年間は二軍生活を送る。2年目の1977年はケガ続きで、ウエスタン・リーグでも4試合にしか投げられなかったが、江夏豊らが抜けた投手陣で「ワンポイントでも左なら使えるだろう」と一軍入り。3年目の1978年4月13日に近鉄戦（大阪）で初登板を果たし、8回表から星野秀孝・佐々木宏一郎の3番手で2回を無失点に抑えた。6月12日の近鉄戦（日生）では初先発を果たすが、6回0/3を2失点で初敗戦。8月19日のロッテ戦（大阪）では先発で二塁も踏ませないという完璧なピッチングをし、5安打散発のシャットアウト勝ちでプロ初勝利を飾った。首脳陣が左腕不足に頭を抱え、唯一、実績のある星野が投げられず、上田卓三サブマネージャーを現役復帰させるなどしていた中、平沢は初完投初完封初勝利という離れ業をやってのけた。1980年にはフォームを左腕の横手投げに変え、8月16日のロッテ戦（大阪）で2回途中から田村政雄を救援してシュート、スライダーでうまく攻め、1失点のロングリリーフで1年ぶりの勝ち星を挙げた。これが最後の勝ち星となり、1981年には開幕直後こそ一軍に名を連ねるも二軍落ち。左打者用のワンポイントに使ってみても四球や安打を許したため、首脳陣が二軍で鍛え直しを命じたが、一軍再昇格後は好投。8月15日の日本ハム戦（大阪）では4回までに3失点の山内新一の2番手で5回からマウンドに上がったが、残りの5回を被安打3の無失点に切り抜けた。板に付いた新しいフォームでカーブ、シュートを巧みに操り、上手から投げるストレートは重く入った。同18日の近鉄戦（日生）でも3回途中から登板し、5回を被安打2の無失点に抑えた。チームは3-3で引き分けたが、ドン・ブレイザー監督は「平沢の好投が光った。こんな投球をしてくれるのなら、ローテーション入りも考える」と言った。3試合11イニング無失点と首脳陣の期待に応えていたが、30日の阪急戦（西宮）の6回に山内新をリリーフして登板し、6、7回を無難に抑えるも、8回に先頭の中沢伸二に左翼席へ6号本塁打をかけられ、これが決勝打となり敗戦。1983年には一軍登板がなくなり、自由契約となったため現役を引退。
引退後は南海→ダイエーで打撃投手（1984年 - 1992年）を務めた。

## 詳細情報

### 年度別投手成績
| 年 度    | 球 団    | 登 板 | 先 発 | 完 投 | 完 封 | 無 四 球 | 勝 利 | 敗 戦 | セ 丨 ブ | ホ 丨 ル ド | 勝 率 | 打 者 | 投 球 回 | 被 安 打 | 被 本 塁 打 | 与 四 球 | 敬 遠 | 与 死 球 | 奪 三 振 | 暴 投 | ボ 丨 ク | 失 点 | 自 責 点 | 防 御 率 | W H I P |
| -------- | -------- | ----- | ----- | ----- | ----- | -------- | ----- | ----- | -------- | ----------- | ----- | ----- | -------- | -------- | ----------- | -------- | ----- | -------- | -------- | ----- | -------- | ----- | -------- | -------- | ------- |
| 1978     | 南海     | 23    | 5     | 1     | 1     | 0        | 1     | 4     | 0        | --          | .200  | 278   | 64.2     | 75       | 11          | 19       | 0     | 2        | 20       | 0     | 0        | 44    | 40       | 5.54     | 1.45    |
| 1979     | 南海     | 33    | 13    | 2     | 0     | 1        | 2     | 11    | 0        | --          | .154  | 427   | 94.1     | 113      | 20          | 41       | 1     | 3        | 37       | 0     | 0        | 79    | 74       | 7.09     | 1.63    |
| 1980     | 南海     | 18    | 1     | 0     | 0     | 0        | 1     | 0     | 0        | --          | 1.000 | 152   | 33.1     | 44       | 9           | 12       | 0     | 0        | 20       | 0     | 0        | 27    | 27       | 7.36     | 1.68    |
| 1981     | 南海     | 12    | 0     | 0     | 0     | 0        | 0     | 2     | 0        | --          | .000  | 79    | 18.0     | 19       | 3           | 6        | 0     | 1        | 8        | 0     | 0        | 10    | 9        | 4.50     | 1.39    |
| 1982     | 南海     | 15    | 0     | 0     | 0     | 0        | 0     | 0     | 0        | --          | ----  | 82    | 17.2     | 21       | 4           | 8        | 1     | 0        | 7        | 0     | 0        | 11    | 11       | 5.50     | 1.64    |
| 通算:5年 | 通算:5年 | 101   | 19    | 3     | 1     | 1        | 4     | 17    | 0        | --          | .190  | 1018  | 228.0    | 272      | 47          | 86       | 2     | 6        | 92       | 0     | 0        | 171   | 161      | 6.36     | 1.57    |

### 記録
- 初登板：1978年4月13日、対近鉄バファローズ前期2回戦（大阪スタヂアム）、8回表から3番手で救援登板・完了、2回無失点
- 初先発登板：1978年6月12日、対近鉄バファローズ前期10回戦（日本生命球場）、6回0/3を2失点で敗戦投手
- 初勝利・初先発勝利・初完投勝利・初完封勝利：1978年8月19日、対ロッテオリオンズ後期7回戦（大阪スタヂアム）

### 背番号
- 42 （1976年）
- 34 （1977年 - 1983年）
- 93 （1984年 - 1989年）[2]
- 102 （1990年 - 1992年）[3]